# Saint-Romphaire
Saint-Romphaire è un comune francese di 748 abitanti situato nel dipartimento della Manica nella regione della Normandia.

## Società

### Evoluzione demografica
Abitanti censiti